# Освітня політика
Освітня політика (англ. Education policy) — діяльність держави та її інститутів, органів місцевого самоврядування із законодавчого, фінансового, організаційного забезпечення функціонування й розвитку галузі освіти, що здійснюється за участі громадянського суспільства. Рівень розвитку громадянського суспільства та його активність є суттєвим фактором ефективності освітньої політики.
Є складовою загальнодержавної політики, яка включає сукупність визначеної системи цілей, завдань, принципів, програм та основних напрямів діяльності органів управління освітою, спрямованих на організацію науково-методичного і впроваджувального супроводу стратегії розвитку галузі. Пріоритетами освітньої політики є якість, ефективність та рівність.
У виробленні освітньої політики України беруть участь Комітет Верховної Ради України з питань науки і освіти, Міністерство освіти і науки України, громадські організації та окремі експерти. Відомими платформами для обговорення проблем є "Освітня політика: Портал освітніх експертів", "Освітні тренди: Сучасні тенденції розвитку освіти"